# مغامرة بيتر الأسود
مغامرة بيتر الأسود (بالإنجليزية: The Adventure of Black Peter)‏ واحدة من 56 قصة قصيرة من قصص شيرلوك هولمز التي قام بكتابتها السير آرثر كونان دويل. وتعد واحدة من 13 قصة قصير من سلسلة عودة شيرلوك هولمز، نشرت بشكل منفرد في عام 1904.

## الحبكة
كانت منطقة فورست رو في ويلد مسرحًا لجريمة قتل بالرمح، وطلب مفتش الشرطة الشاب ستانلي هوبكنز المساعدة من هولمز الذي كان معجبًا به. كان هولمز قد قرر بالفعل أن الأمر سيتطلب قدرًا كبيرًا من القوة والمهارة لطعن رجل بالرمح وغرسه في الحائط خلفه.
كان بيتر كاري، الضحية البالغ من العمر 50 عامًا والقبطان السابق لسفينة Sea Unicorn of Dundee ، والذي عاش مع زوجته وابنته، معروفًا بعنفه. لم ينم كاري في منزل العائلة، بل في كوخ صغير بناه على مسافة ما من المنزل، وقد زين الجزء الداخلي منه ليبدو وكأنه كابينة بحار على متن سفينة. هذا هو المكان الذي عُثر عليه فيه وقد طُعِن بالرمح. لم يتمكن هوبكنز من العثور على آثار أقدام أو أي دليل مادي آخر. ومع ذلك، عُثر في مكان الحادث على كيس تبغ مصنوع من جلد الفقمة وعليه الأحرف الأولى "PC"، وكان مليئًا بتبغ السفينة القوي. هذا أمر غير معتاد إلى حد ما، حيث نادرًا ما كان بيتر كاري - أو "بيتر الأسود" كما أطلق عليه الناس - يدخن. في الواقع، لم يجد هوبكنز أي غليون في الكابينة. عُثر على كاري مرتديًا ملابسه بالكامل، مما يشير إلى أنه كان يتوقع زائرًا، وكان هناك بعض الروم موضوعًا جنبًا إلى جنب مع كأسين متسخين. كان هناك أيضًا براندي وويسكي ، لكن لم يتم لمس أي منهما. كما كان هناك سكين في غمده عند قدمي كاري؛ وقد حددت السيدة كاري السكين على أنها سكين زوجها. كما تم العثور على دفتر ملاحظات صغير في مكان الحادث. ويحتوي على الأحرف الأولى JHN وعام 1883. كما يقول CPR في الصفحة الثانية، والتي يعتقد هولمز أنها تعني شركة السكك الحديدية الكندية الباسيفيكية . ومن المرجح أن تكون المجموعة الأولى من الأحرف الأولى لسمسار البورصة ، حيث أن الدفتر الصغير مليء بما يبدو أنه معلومات عن البورصة .
يقرر هولمز مرافقة هوبكنز إلى فورست رو، وعند وصوله، يلاحظ هوبكنز أن شخصًا ما حاول اقتحام كوخ كاري، لكنه فشل. بعد فحص الجزء الداخلي من الكابينة، يستنتج هولمز من عدم وجود غبار أن شيئًا ما قد سُرق من أحد الرفوف، على الرغم من أن اللص لم يدخل. كان العنصر المسروق كتابًا، أو ربما صندوقًا. يعتقد هولمز أن اللص سيحاول مرة أخرى على الأرجح، وهذه المرة سيحضر أداة أكثر فائدة للوظيفة. لذلك، يتربص هولمز والدكتور واتسون وهوبكنز للص في تلك الليلة، ولم يشعروا بخيبة أمل. يأتي، ويقتحم الكابينة، ويتصفح أحد دفاتر كاري القديمة، ويلعن عندما يجد أن المعلومات التي يريدها مفقودة، بعد تمزيقها من الكتاب. بينما يغادر الكابينة، ينتقل هوبكنز ويقبض عليه.
إنه جون هوبلي نيليجان - الذي يتطابق مع الأحرف الأولى في دفتر الملاحظات - ابن مصرفي فاشل اختفى منذ فترة طويلة. يدعي أنه كان ينظر إلى سجلات كاري لاختبار نظرية له. اختفى والده مع صندوق مليء بالأوراق المالية بعد فشل بنكه. أخذهم على متن يخت متجه إلى النرويج . يعتقد أن قارب والده ربما كان مدفوعًا شمالًا في بحر الشمال بسبب سوء الأحوال الجوية، والتقى بسفينة يونيكورن البحرية بقيادة كاري. يعتقد أن كاري كان يعرف شيئًا عن اختفاء والده، وأن والده ربما قُتل على يد الرجل الذي أصبح الآن هو نفسه ضحية جريمة قتل حيث تعقب بعض الأوراق المالية المفقودة منذ فترة طويلة لوالده إلى كاري. يأخذ هوبكنز نيليجان إلى المحطة ، على الرغم من أن نيليجان يقسم أنه لا علاقة له بالقتل. يعتقد هولمز أن هذا صحيح، لأن نيليجان رجل نحيف ونحيل ، بالكاد قادر على طعن رجل بحربة.
ينقذ هولمز نيليجان من المشنقة من خلال العثور على القاتل الحقيقي بطريقة غير عادية للغاية. يعلن عن حاجته إلى صائد حربة، متنكراً في هيئة قبطان بحري يُدعى باسيل. يحصل على ثلاثة متقدمين للوظيفة في 221B Baker Street ، وأحدهم هو بالفعل قاتل بيتر كاري، كما أكد اسمه، باتريك كيرنز، وحقيقة أن هولمز قد أثبت أنه كان زميل كاري في السفينة ذات يوم. كما شعر هولمز باليقين من أن القاتل سيرغب في مغادرة البلاد لفترة من الوقت. يقيد هولمز كيرنز غير المدرك وبعد ذلك يعترف كيرنز. وبينما يعترف بحرية بقتل كاري، ينكر بشدة أن ذلك كان جريمة قتل، مدعياً الدفاع عن النفس . كان في الواقع في كوخ كاري لابتزاز أمواله لإسكاته . كان والد نيليجان قد صعد بالفعل على متن سفينة سي يونيكورن ومعه صندوقه المعدني المليء بالأوراق المالية، وقتله كاري بإلقائه في البحر بينما كان يعتقد أن لا أحد يراقبه، على الرغم من أن كيرنز كان شاهدًا على الحدث سراً. وبينما وافق كاري في البداية على المكافأة، إلا أنه عندما جاء كيرنز لتحصيلها، كانت الأمور مختلفة. شرب الاثنان معًا، وخلال ذلك أصبح مزاج كاري مظلمًا. عندما مد كاري يده إلى سكينه، والتي اعتبرها كيرنز تهديدًا، اتخذ إجراءً. ثم فحص كيرنز صندوق الأوراق المالية، ولكن عندما وجد أنه من المستحيل عليه بيعها، هرب، تاركًا كيس التبغ الخاص به على الطاولة.
كان الروم دليلاً آخر. كان هولمز متأكدًا من أن الروم، وحقيقة ترك البراندي والويسكي بمفردهما، كانتا علامتين مؤكدتين على أن القاتل كان بحارًا . تم إطلاق سراح نيليجان وعادت الأوراق المالية إليه، على الرغم من عدم إمكانية استرداد الأوراق المالية التي باعها كاري.

## الترجمة العربية
مغامرة بيتر الأسود، مؤسسة هنداوي، ترجمة نورهان السُّرت ومراجعة صفية مختار.